# Székelyföld népessége

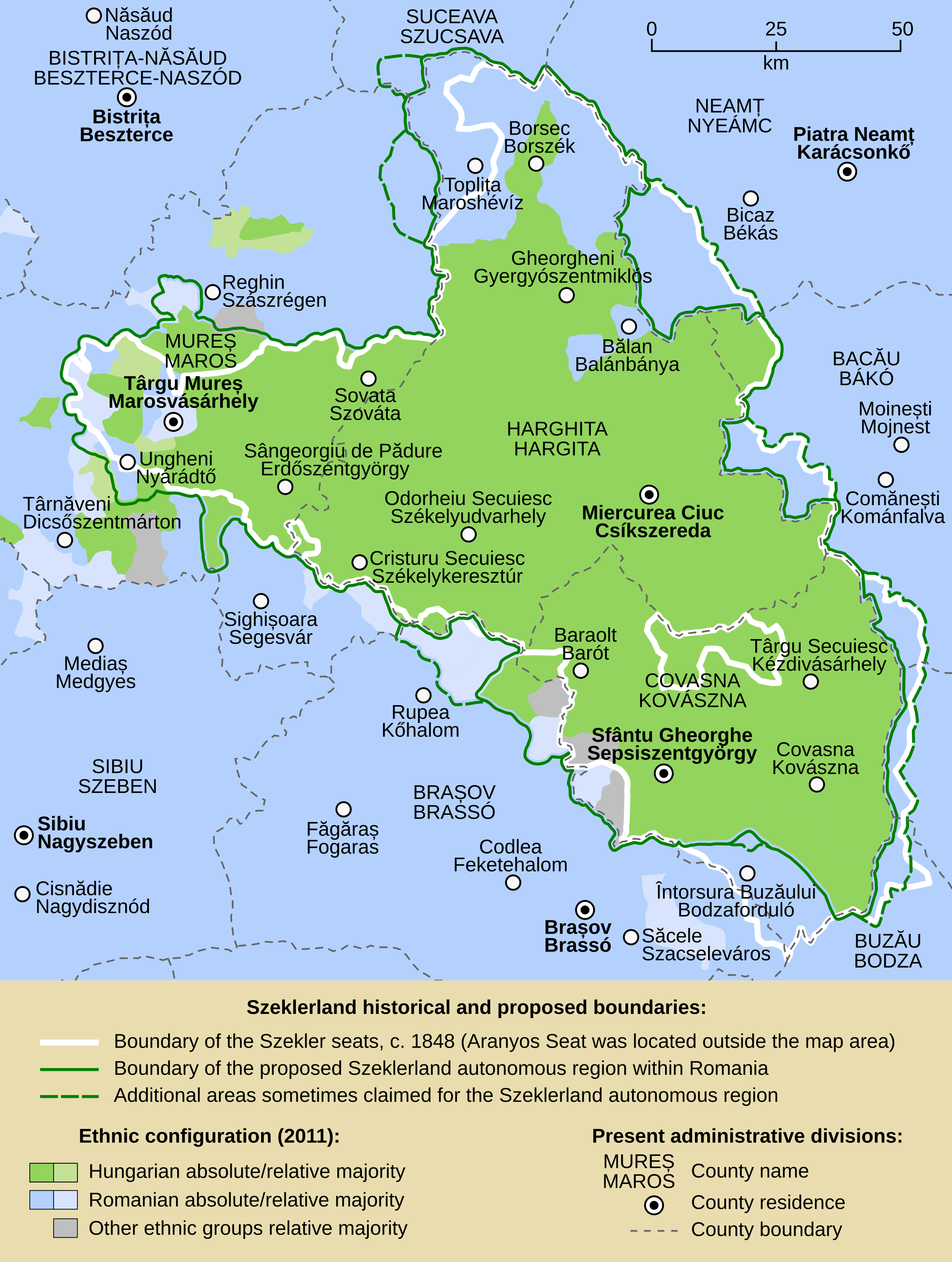
Etnikai térkép

Székelyföld népessége a 2011-es népszámlálási adatok alapján 810 367 fő. A lakosság etnikai összetétele a következő: 581 159 fő (71,72%) magyar, 183 511 fő (22,65%) román, 32 809 (4,04%) roma és 12 888 (1,59%) egyéb nemzetiségű.
Ebből:
- városi lakosság: 388 041 fő (47,74%)
- falusi lakosság: 422 326 fő (52,26%)
- férfi: 406 640 fő (50,18%)
- nő: 403 727 fő (49,82%)

## A népesség aránya megyékre bontva

### 2011-es népszámlálási adatok[3]
Hargita megye
Hargita megye népessége 310 867 fő. A lakosság etnikai összetétele a következő: 266 281 fő (85,66%) magyar, 39 196 fő (12,61%) román, 5326 (1,71%) roma és 64 (0,02%) egyéb nemzetiségű, ebből:
- városi lakosság: 132 418 fő (42,6%)
- falusi lakosság: 178 449 fő (57,4%)
- férfi: 153 572 fő (49,4%)
- nő: 157 295 fő (50,6%)

Kovászna megye
Székelyföld Kovászna megyéhez tartozó részének népessége 192 242 fő. A lakosság etnikai összetétele a következő: 152 572 fő (79,36%) magyar, 31 214 fő (16,24%) román, 8236 (4,28%) roma és 220 (0,12%) egyéb nemzetiségű, ebből:
- városi lakosság: 93 283 fő (48,52%)
- falusi lakosság: 98 959 fő (51,48%)
- férfi: 103 454 fő (53,82%)
- nő: 88 788 fő (46,18%)

Maros megye
Székelyföld Maros megyéhez tartozó részének népessége 282 803 fő. A lakosság etnikai összetétele a következő: 151 626 fő (53,62%) magyar, 101 255 fő (35,8%) román, 17 092 (6,04%) roma és 12 830 (4,54%) egyéb nemzetiségű, ebből:
- városi lakosság: 162 340 fő (57,4%)
- falusi lakosság: 120 463 fő (42,6%)
- férfi: 136 593 fő (48,3%)
- nő: 146 210 fő (51,7%)

Neamț megye
Székelyföld Neamț megyéhez tartozó részének népessége 10 880 fő. A lakosság etnikai összetétele a következő: 5 fő (0,05%) magyar, 10 638 fő (97,77%) román, 113 (1,04%) roma és 124 (1,14%) egyéb nemzetiségű, ebből:
- városi lakosság: 0 fő (0%)
- falusi lakosság: 10 880 fő (100%)
- férfi: 5559 fő (51,1%)
- nő: 5321 fő (48,9%)

Brassó megye
Székelyföld Brassó megyéhez tartozó részének népessége 8481 fő. A lakosság etnikai összetétele a következő: 3591 fő (42,34%) magyar, 2440 fő (28,77%) román, 2055 (24,23%) roma és 395 (4,66%) egyéb nemzetiségű, ebből:
- városi lakosság: 0 fő (0%)
- falusi lakosság: 8481 fő (100%)
- férfi: 4254 fő (50,16%)
- nő: 4227 fő (49,84%)

Bákó megye
Székelyföld Bákó megyéhez tartozó részének népessége 5094 fő. A lakosság etnikai összetétele a következő: 2628 fő (51,6%) magyar, 2282 fő (44,8%) román, 101 (1,98%) roma és 83 (1,62%) egyéb nemzetiségű, ebből:
- városi lakosság: 0 fő (0%)
- falusi lakosság: 5094 fő (100%)
- férfi: 2619 fő (51,43%)
- nő: 2475 fő (48,57%)

## A népesség aránya tervezett székekre bontva

### 2011-es népszámlálási adatok[3]
Bardóc-Miklósvárszék
Bardóc-Miklósvárszék népessége 32 505 fő. A lakosság etnikai összetétele a következő: 23 840 fő (73,34%) magyar, 3623 fő (11,15%) román, 4629 (14,24%) roma és 413 (1,27%) egyéb nemzetiségű, ebből:
- városi lakosság: 8672 fő (26,68%)
- falusi lakosság: 23 833 fő (73,32%)
- férfi: 16 288 fő (50,11%)
- nő: 16 217 fő (49,89%)

Csíkszék
Csíkszék népessége 115 965 fő. A lakosság etnikai összetétele a következő: 100 864 fő (86,98%) magyar, 13 784 fő (11,87%) román, 1205 (1,04%) roma és 112 (0,11%) egyéb nemzetiségű, ebből:
- városi lakosság: 46 722 fő (40,29%)
- falusi lakosság: 69 243 fő (59,71%)
- férfi: 57 278 fő (49,39%)
- nő: 58 687 fő (50,61%)

Gyergyószék
Gyergyószék népessége 93 321 fő. A lakosság etnikai összetétele a következő: 55 153 fő (59,10%) magyar, 36 541 fő (39,16%) román, 1468 (1,57%) roma és 159 (0,17%) egyéb nemzetiségű, ebből:
- városi lakosság: 34 891 fő (37,39%)
- falusi lakosság: 58 430 fő (62,61%)
- férfi: 46 310 fő (49,62%)
- nő: 47 011 fő (50,38%)

Kézdiszék
Kézdiszék népessége 52 550 fő. A lakosság etnikai összetétele a következő: 48 731 fő (92,73%) magyar, 2549 fő (4,85%) román, 1244 (2,37%) roma és 26 (0,05%) egyéb nemzetiségű, ebből:
- városi lakosság: 18 491 fő (35,28%)
- falusi lakosság: 34 059 fő (64,72%)
- férfi: 25 871 fő (49,23%)
- nő: 26 679 fő (50,77%)

Marosszék
Marosszék népessége 282 803 fő. A lakosság etnikai összetétele a következő: 151 626 fő (53,62%) magyar, 101 255 fő (35,8%) román, 17 092 (6,04%) roma és 12 830 (4,54%) egyéb nemzetiségű, ebből:
- városi lakosság: 162 340 fő (57,4%)
- falusi lakosság: 120 463 fő (42,6%)
- férfi: 136 593 fő (48,3%)
- nő: 146 210 fő (51,7%)

Orbaiszék
Orbaiszék népessége 26 678 fő. A lakosság etnikai összetétele a következő: 18 124 fő (67,94%) magyar, 7750 fő (29,05%) román, 778 (2,92%) roma és 26 (0,09%) egyéb nemzetiségű, ebből:
- városi lakosság: 10 114 fő (37,92%)
- falusi lakosság: 16 564 fő (62,08%)
- férfi: 13 219 fő (49,55%)
- nő: 13 459 fő (50,45%)

Sepsiszék
Sepsiszék népessége 88 990 fő. A lakosság etnikai összetétele a következő: 69 108 fő (77,66%) magyar, 16 209 fő (18,21%) román, 3523 (3,96%) roma és 150 (0,17%) egyéb nemzetiségű, ebből:
- városi lakosság: 56 006 fő (62,94%)
- falusi lakosság: 32 984 fő (37,06%)
- férfi: 43 293 fő (48,65%)
- nő: 45 697 fő (51,35%)

Udvarhelyszék
Udvarhelyszék népessége 117 555 fő. A lakosság etnikai összetétele a következő: 112 853 fő (96,00%) magyar, 1785 fő (1,52%) román, 2863 (2,44%) roma és 54 (0,04%) egyéb nemzetiségű, ebből:
- városi lakosság: 50 805 fő (43,22%)
- falusi lakosság: 66 750 fő (56,78%)
- férfi: 58 162 fő (49,48%)
- nő: 59 393 fő (50,52%)

### 2021-es népszámlálási adatok[6]
Bardóc-Miklósvárszék
Bardóc-Miklósvárszék népessége 34 195 fő. A lakosság anyanyelvi összetétele a következő: 20 483 fő (64,26%) magyar, 10 586 fő (33,21%) román, 804 (2,52%) roma anyanyelvű.
Csíkszék
Csíkszék népessége 108 830 fő. A lakosság anyanyelvi összetétele a következő: 89 603 fő (89,05%) magyar, 10 692 fő (10,62%) román, 320 (0,32%) roma anyanyelvű.
Gyergyószék
Gyergyószék népessége 74 982 fő. A lakosság anyanyelvi összetétele a következő: 45 394 fő (66,29%) magyar, 22 593 fő (32,99%) román, 488 (0,71%) roma anyanyelvű.
Kézdiszék
Kézdiszék népessége 49 570 fő. A lakosság anyanyelvi összetétele a következő: 45 044 fő (95,68%) magyar, 1978 fő (4,20%) román, 53 (0,11%) roma anyanyelvű.
Marosszék
Marosszék népessége 267 575 fő. A lakosság anyanyelvi összetétele a következő: 134 456 fő (57,19%) magyar, 93 157 fő (39,62%) román, 7473 (3,18%) roma anyanyelvű.
Orbaiszék
Orbaiszék népessége 23 881 fő. A lakosság anyanyelvi összetétele a következő: 16 161 fő (72,84%) magyar, 5976 fő (26,93%) román, 48 (0,21%) roma anyanyelvű.
Sepsiszék
Sepsiszék népessége 82 854 fő. A lakosság anyanyelvi összetétele a következő: 54 313 fő (76,09%) magyar, 17 948 fő (23,82%) román, 57 (0,07%) roma anyanyelvű.
Udvarhelyszék
Udvarhelyszék népessége 114 027 fő. A lakosság anyanyelvi összetétele a következő: 104 196 fő (98,61%) magyar, 1170 fő (1,11%) román, 291 (0,28%) roma anyanyelvű.
A százalékos összetétel az ismert román-magyar-roma anyanyelvű lakosságból van számolva.